# Лудвиг Хайнрих фон Золмс-Рьоделхайм-Асенхайм
Лудвиг Хайнрих фон Золмс-Рьоделхайм и Асенхайм (на немски: Ludwig Heinrich zu Solms-Rödelheim und Assenheim; * 4 септември 1667 в Рьоделхайм; † 1 май 1728 в Асенхайм) е граф на Золмс-Асенхайм (1699) и в Рьоделхайм (1722), британски полковник.
Той е по-малкият син на граф Йохан Август фон Золмс-Рьоделхайм и Асенхайм (1623 – 1680) и съпругата му графиня Елеонора Барбара Мария Крац фон Шарфенщайн (1629 – 1680), дъщеря на граф Йохан Филип Крац фон Шарфенщайн († 1635) и втората му съпруга Елеонора Анна Елизабет, фрайин Колона фон Фелс († 1669). По-големият му брат Георг Лудвиг (1664 – 1716) е граф на Золмс-Рьоделхайм-Рьоделхайм.
Лудвиг Хайнрих умира на 1 май 1728 в Асенхайм и е погребан там.

## Фамилия
Лудвиг Хайнрих се жени на 27 юни 1695 г. в Гайлдорф за управляващата графиня Вилхелмина Кристина фон Лимпург-Гайлдорф (* 24 септември 1679, Шмиделфелд; † 25 декември 1757, Асенхайм), дъщеря на граф Вилхелм Хайнрих фон Лимпург-Гайлдорф (1652 – 1690) и графиня Елизабет Доротея де Лимпург-Гайлдорф (1656 – 1712). Те имат децата:
- Доротея Шарлота София (1696 – 1697)
- Доротея София Вилхелмина (1698 – 1774), омъжена на 27 януари 1725 г. Асенхайм за граф Йосиас фон Валдек-Бергхайм († 1763), син на граф Христиан Лудвиг фон Валдек, Пирмонт и Раполтщайн
- Вилхелм Карл Лудвиг (1699 – 1778), граф на Золмс-Рьоделхайм-Асенхайм
- Мария Елеонора Елизабет (1701 – 1702)
- Елеонора Елизабет Фридерика Юлиана (1703 – 1762), омъжена на 24 февруари 1725 г. в Асенхайм за граф Карл фон Изенбург-Бюдинген-Меерхолц († 1774), син на граф Георг Албрехт фон Изенбург-Бюдинген-Меерхолц
- Ернст Карл (1705 – 1705)
- Еберхард Лудвиг Фридрих (1707 – 1718)
- Доротея София Елеонора (1708 – 1708)
- София Луиза Христина (1709 – 1773), омъжена на 13 юни 1743 г. в Асенхайм за граф Фридрих Лудвиг фон Льовенщайн-Вертхайм-Вирнебург († 1796), син на граф Хайнрих Фридрих фон Льовенщайн-Вертхайм-Вирнебург
- София Шарлота (1711 – 1712)
- София Елизабет Хенриета Шарлота (1713 – 1734)
- Йохан Карл Ернст (1714 – 1790), граф на Золмс-Рьоделхайм-Асенхайм
- Карл Христиан Хайнрих (1716 – 1745), убит в дуел в Берлебург
- Шарлота Христина Фридерика (1717 – 1722 от едра шарка)
- Вилхелмина Доротея Луиза Христина (1723 – 1723)